# Алекс Петков
Алекс Петков е български футболист, играещ като централен защитник за гръцкия Кифисия.
Запова кариерата си в Черно море , а през 2016 година на 16 годишна възраст подписва тригодишен договор с Хартс. На 22 юли 2017 година прави дебют за мъжкия отбор на Хартс в мач от купата на лигата. Впоследствие от 2018 до 2020 година е отдаден под наем на отборите Бъруик Рейнджърс, Клайд и Бречин Сити. На 8 септември 2020 година подписва едногодишен договор с Левски София.
На 6 юли 2023 година след двугодишен престой в Арда Петков подписва едногодишен договор с полския Шльонск Вроцлав, като има опция за допълнителни 2 години.
Прави дебюта си в националния отбор на България в приятелски мач на 26 март 2022 година срещу Катар.
Син на Милен Петков, който също е бивш български футболист, играл за националния отбор.